# Proteste in Thailandia del 2020-2021
Le proteste del 2020-2021 in Thailandia sono state soprattutto una serie di grandi manifestazioni popolari contro il governo filo-militare e filo-monarchico di Prayut Chan-o-cha e contro la Costituzione del 2017 stilata dai militari, che garantì il controllo del Paese ai militari stessi. Iniziarono per un breve periodo nel febbraio 2020, ripresero a partire dal 18 luglio successivo fino a fine anno e, dopo una sosta dovuta alle misure prese per fronteggiare la pandemia di COVID-19 ricominciarono nel febbraio 2021. I dimostranti, in gran parte giovani e studenti che non avevano un vero leader, invocarono tra le altre cose la riforma della monarchia nazionale, richiesta che non aveva precedenti nella storia della Thailandia. Le proteste furono espresse anche su internet e i social network ebbero un ruolo importante nella loro diffusione e nell'organizzazione delle dimostrazioni.
Ebbero inizio verso fine febbraio per protestare contro la dissoluzione del Partito del Futuro Nuovo (PFN), che aveva riscosso grande successo soprattutto tra i giovani ed era stato protagonista alle elezioni del 2019; in particolare il PFN era stato molto critico verso Prayut e verso la Costituzione del 2017. La prima ondata di proteste ebbe luogo esclusivamente nelle università e si concluse con i provvedimenti restrittivi presi dal governo a fine mese per fronteggiare la pandemia di COVID-19. Ripresero il 18 luglio con una grande dimostrazione al Monumento alla Democrazia di Bangkok organizzata dal gruppo Gioventù libera e le richieste principali furono lo scioglimento del Parlamento, la fine delle intimidazioni delle forze dell'ordine e una nuova costituzione. Tra le altre richieste che emersero dal movimento in quel periodo vi furono quelle per i diritti delle donne, del movimento LGBT e dei lavoratori, per la riforma dell'Istruzione pubblica, delle forze armate, del sistema giudiziario, e del sistema economico dominato da una ristretta cerchia di capitalisti, ecc. Anche queste proteste ebbero fine con nuovi provvedimenti presi contro la pandemia.
Il 3 agosto due gruppi studenteschi raccolsero pubblicamente firme per la riforma della monarchia, rompendo un secolare tabù del Paese, dove le critiche in pubblico alla monarchia sono punite severamente. Una settimana dopo destarono scalpore le 10 richieste per la riforma della monarchia presentate dal movimento studentesco. Alla manifestazione del 19 settembre presero parte tra i 20 000 e i 100 000 dimostranti e fu descritta come un'aperta sfida a re Vajiralongkorn. Vista l'imponente adesione alle proteste, il governo promise emendamenti alla Costituzione ma a fine mese il rinvio in Parlamento del voto per gli emendamenti alimentò il sentimento repubblicano tra la popolazione come mai era successo prima. Le grandi dimostrazioni del 14 ottobre portarono il governo a promulgare per Bangkok un severo stato di emergenza, sostenendo che una dimostrazione aveva bloccato un corteo reale. Il provvedimento estese ulteriormente i poteri delle autorità che già erano aumentati con il decreto di emergenza di marzo relativo alla pandemia. Nonostante i divieti, le proteste continuarono e il 16 ottobre la polizia le disperse usando cannoni ad acqua. Il decreto di emergenza della settimana prima fu revocato il 22 ottobre.
Prayut convocò quindi la sessione speciale del Parlamento il 26 ottobre al termine della quale annunciò che non si sarebbe dimesso e che avrebbe presentato al Parlamento un progetto di legge per un referendum sugli emendamenti alla contestata Costituzione del 2017. In novembre vi fu una nuova seduta straordinaria del Parlamento per valutare eventuali modifiche alla Costituzione, migliaia di dimostranti si radunarono nei pressi del palazzo e vi furono violenti scontri sia con le forze dell'ordine che con gruppi di monarchici filo-governativi. I disordini causarono per la prima volta dall'inizio delle proteste il ferimento di decine di persone. Il Parlamento votò in favore di due proposte di modifica che non prevedevano emendamenti agli articoli relativi alle riforme di monarchia e Senato richieste dalle opposizioni.
Il governo fin dall'inizio rispose alle proteste con l'incriminazione e la detenzione di diversi manifestanti (per aver violato il Decreto di emergenza), con le intimidazioni della polizia, l'impiego di unità speciali antiterrorismo dell'esercito, la censura dei media, la mobilitazione di gruppi filo-governativi e monarchici, e soprattutto schierando migliaia di poliziotti alle manifestazioni. Le decisioni da prendere in risposta alle richieste dei dimostranti furono rinviate, sostenendo che avessero il supporto di governi stranieri e organizzazioni non governative impegnate in una cospirazione globale contro la Thailandia. L'esecutivo diede inoltre ordine agli organi direttivi di scuole e università di vietare agli studenti di chiedere riforme della monarchia e di identificare i leader delle proteste. Durante le proteste di ottobre, dopo il rientro del re da uno dei suoi abituali soggiorni in Germania, furono impiegati l'esercito e la polizia anti-sommossa che eseguirono arresti di massa.
Nel novembre 2020 furono inviati mandati di comparizione a diversi leader del movimento con l'accusa di lesa maestà, utilizzando per la prima volta dopo due anni la severa legge nº 112 del codice penale che punisce il reato con pene fino a 15 anni di reclusione per ogni singola offesa. Nel febbraio 2021 vi fu il primo pronunciamento di un tribunale di Bangkok che negò la scarcerazione dei leader del movimento accusati di lesa maestà. Con buona parte dei leader incarcerati e con le preoccupanti ondate di nuovi contagi di COVID-19 nel Paese verificatesi verso fine 2020 e nell'aprile 2021, le manifestazioni di piazza persero intensità e le proteste proseguirono soprattutto attraverso internet, in particolar modo sui social network.
Dopo nuove proteste di piazza tenutesi a partire dal luglio 2021, il successivo 10 novembre la Corte costituzionale stabilì che le 10 richieste per la riforma della monarchia presentate il 10 agosto 2020 avevano come obiettivo la destabilizzazione dello Stato e il rovesciamento della monarchia, definendole un abuso dei diritti e delle libertà e un danneggiamento per la sicurezza dello Stato. La sentenza fu definita un "colpo di Stato giudiziale" che avrebbe potuto favorire il ritorno alla monarchia assoluta e innescare nuove accuse contro i dimostranti tra cui quella di tradimento, reato per il quale è prevista la pena di morte. Fu pronunciata quando erano almeno 156 gli attivisti incriminati per aver infranto la legge di lesa maestà dall'inizio delle proteste. In quel periodo le proteste persero definitivamente l'intensità dei due anni precedenti a causa della repressione delle forze dell'ordine e delle condanne inflitte dai tribunali ai leader del movimento.
Molti dei dimostranti sarebbero in seguito entrati nel Partito Kao Klai – nel quale erano confluiti i membri del disciolto Partito del Futuro Nuovo – furono attivi nella campagna per le elezioni del maggio 2023 e alcuni si presentarono come candidati a deputato. Kao Klai trionfò ottenendo 151 deputati e fu il primo partito alle elezioni, che videro il fronte democratico assicurarsi più di 300 dei 500 seggi alla Camera e rappresentarono il ripudio da parte del popolo thailandese di 9 anni di dittatura militare e dei partiti associati ai militari.

## Cause dirette
Nei 90 anni precedenti, i governi thailandesi eletti democraticamente sono stati spesso soppressi da colpi di Stato. Il primo ministro e generale in pensione Prayut Chan-o-cha era stato comandante in capo dell'Esercito thailandese e in questa veste aveva guidato il colpo di Stato in Thailandia del 2014 (il tredicesimo portato a termine nel Paese da quando era stata concessa la Costituzione nel 1932) ponendosi a capo della giunta militare nota come Consiglio nazionale per la pace e per l'ordine (CNPO). Prayut fu quindi nominato primo ministro e il CNPO continuò a governare senza elezioni per i 5 anni successivi, durante i quali furono sistematicamente limitati i diritti civili e si dilatò la disuguaglianza economica tra fasce sociali. Il referendum costituzionale organizzato dalla giunta militare si tenne nel 2016 e ottenne con metodi sleali e coercitivi l'assenso del popolo sul progetto della nuova Costituzione stilato dai militari. La Costituzione fu promulgata nel 2017 e venne criticata per i grandi vantaggi che concesse ai militari, in particolare permise alla giunta di scegliere tutti i membri del Senato che sarebbero rimasti in carica per 5 anni, dando loro la possibilità di votare i nuovi governi per due legislature, che durano ciascuna 4 anni. La Costituzione inoltre dispose l'impegno da parte dei futuri governi di aderire al piano ventennale predisposto dal CNPO, di fatto consegnando il Paese a un periodo di pseudo-democrazia controllata dai militari assegnando ai partiti un ruolo marginale a livello nazionale e locale.
Le elezioni del 2019, caratterizzate dalle irregolari manipolazioni della Commissione elettorale nominata dalla giunta e descritte come "non imparziali", segnarono la fine del CNPO ma il sistema politico rimase immutato con l'egemonia del partito organizzato dai militari Palang Pracharath, che sotto la forma di una democrazia illiberale in sostanza continuò a imporre le politiche autoritaristiche della giunta. La coalizione di governo venne composta dai partiti pro-Prayut che beneficiarono delle criticate interpretazioni della legge elettorale da parte della Commissione elettorale controllata dai militari. Tra le consultazioni e il momento in cui furono comunicati i risultati ufficiali passarono 44 giorni durante i quali la Commissione introdusse dei nuovi criteri interpretativi della legge che tolsero seggi alle opposizioni consegnando alla coalizione filo-militare anche il controllo della Camera dei rappresentanti. Grazie alle regole stabilite dal CNPO, i militari hanno potuto scegliere i membri del Senato, della Corte costituzionale, di varie organizzazioni costituzionali come la Commissione elettorale e la Commissione nazionale anti-corruzione, nonché i funzionari delle amministrazioni locali. Effettivi emendamenti della Costituzione divennero quasi impossibili perché richiedono il supporto di almeno un terzo dei senatori e un referendum. Numerosi generali e anche personaggi legati al crimine organizzato (come ad esempio il militare Thammanat Prompao, condannato nel 1994 per traffico di eroina in Australia) ottennero posizioni di rilievo nei ministeri del secondo gabinetto di Prayut.
Alle elezioni del 2019, il neonato Partito del Futuro Nuovo (PFN) guidato da Thanathorn Juangroongruangkit prese molti voti dei giovani e dei progressisti, offrendo un'alternativa ai tradizionali partiti politici e ponendosi in conflitto con i militari al potere, rivelando la spaccatura socio-politica tra generazioni presente nel Paese, in particolare tra i giovani e la gerontocrazia al potere. Il partito fu il terzo per numero di seggi ottenuti in Parlamento con oltre sei milioni di voti. Dopo undici mesi nella coalizione all'opposizione, il 21 febbraio 2020 il PFN fu disciolto dalla Corte costituzionale nei giorni in cui era in corso alla Camera il dibattito su una mozione di sfiducia. Tra le reazioni dei sostenitori del PFN vi fu una campagna di controinformazione sulla corruzione del regime riguardante il coinvolgimento della giunta in uno scandalo finanziario in Malesia.

## Cause indirette
Altri motivi di discontento e altre richieste dei dimostranti, molte delle quali erano state sostenute dal Partito del Futuro Nuovo, comprendevano il diritto all'aborto, l'eccessivo autoritarismo nelle scuole thailandesi, la riforma dell'Istruzione, il rispetto dei diritti delle donne e dei lavoratori, riforme militari (tra le quali rimuovere l'obbligo di coscrizione e ridurre le spese militari), riforma del sistema giudiziario, riforma del sistema economico per porre fine al monopolio di un piccolo gruppo di capitalisti, ecc.
Le critiche alla monarchia furono rare durante il regno di Bhumibol Adulyadej, che morì nel 2016. Il vecchio monarca aveva riguadagnato l'influenza della monarchia persa negli anni 1930 nel periodo di Khana Ratsadon, contribuendo a ridefinire il panorama politico-sociale thailandese moderno. Il figlio e successore Vajiralongkorn divenne invece oggetto delle proteste, l'imposizione dei suoi voleri ai militari fu vista come un tentativo di rafforzare il prestigio della monarchia nel Paese centralizzando il potere secondo uno stile di stampo assolutista, e il connubio monarchia-militari fu definito nemico della democrazia. Dopo essere salito al trono nel 2016, il re consolidò il proprio potere riunendo Consiglio privato della Thailandia, Agenzia della Casa Reale e Agenzia della sicurezza reale in un'unica agenzia posta sotto il suo esclusivo controllo. Accrebbe sensibilente il proprio potere acquisendo altri privilegi tra i quali spicca l'acquisizione nel 2018 della proprietà degli ingenti beni della Casa reale stimati in circa 40 miliardi di dollari controllati dall'Agenzia della Proprietà della Corona, fino ad allora considerati un patrimonio pubblico.
Il nuovo re spesso interferì nella vita politica thailandese. Impose emendamenti alla Costituzione del 2017, nonostante che il progetto della Costituzione stilato dai militari fosse stato approvato nel referendum costituzionale del 2016; questi emendamenti gli permisero di emanare editti reali senza la fino ad allora necessaria controfirma di un ministro. Nel 2019 furono trasferiti sotto il suo comando personale due reggimenti dell'esercito, un fatto che non aveva precedenti nella storia contemporanea della Thailandia. Il sovrano fu anche accusato di dilapidare con le sue spese eccessive i soldi dei contribuenti, alcuni parlamentari dell'opposizione sostennero ad esempio che mantenesse una flotta personale di 38 fra aerei ed elicotteri. Il budget dell'Agenzia reale fu di 290 milioni di dollari per il 2020, più del doppio del budget del 2018. Le ricchezze da lui accumulate furono tra i principali motivi delle contestazioni, anche per i gravi problemi economici e sociali in cui si trovava il popolo thailandese a causa della pandemia di COVID-19, con milioni di nuovi disoccupati soprattutto nel settore del turismo.
Durante la campagna elettorale del 2019, Vajiralongkorn esortò pubblicamente i thailandesi a votare per le "brave persone" (in thailandese คนดี, khon di, riferendosi ai partiti che appoggiavano la giunta), intervento di un sovrano che non aveva precedenti nella storia elettorale del Paese. La reazione negativa di molti giovani thailandesi fu immediata, e su Twitter molti aderirono all'hashtag "Siamo adulti e possiamo scegliere da soli". Al termine delle consultazioni, il 19 luglio 2019, durante il giuramento ufficiale del nuovo governo, i ministri promisero fedeltà alla monarchia ma non alla Costituzione e, nonostante le proteste, non posero riparo a questa che è considerata una grave violazione del tradizionale giuramento e una tacita accettazione della crescente natura assolutistica della monarchia nazionale. In una cerimonia ufficiale del 27 agosto successivo, ogni ministro ricevette un messaggio di supporto da parte del re.
Trascorreva la maggior parte del suo tempo in Germania e con gli emendamenti da lui imposti alla Costituzione poté soggiornare all'estero senza dover nominare un reggente, come invece accadeva in precedenza. Il ministro degli Esteri tedesco rese noto di aver informato a più riprese l'ambasciatore thailandese che non era consentito alle personalità straniere di gestire i propri affari di Stato dalla Germania. Vajiralongkorn fu inoltre accusato di voler riscrivere la storia nazionale per aver fatto demolire monumenti dedicati al partito Khana Ratsadon e alla rivoluzione siamese del 1932, simboli del movimento costituzionalista thailandese. La rivoluzione del 1932 e altri eventi storici rimasti nella memoria dei thailandesi contribuirono ad alimentare le proteste, come il massacro del 6 ottobre 1976 e la repressione dell'esercito contro le proteste del 2010, per i quali non furono mai puniti i responsabili.
La dura legge nazionale contro i reati di lesa maestà era stata al centro di controversie già durante il regno del predecessore Rama IX, ma le incriminazioni per questo reato aumentarono rapidamente dopo il colpo di Stato del 2014. La legge fu quindi considerata un'arma impiegata per sopprimere le opposizioni e limitare la libertà di manifestazione del pensiero. Dopo il 2018 non si verificarono più nuove incriminazioni per lesa maestà (Prayut disse che era stato per volere del re), ma in compenso furono aggravate le pene per la violazione di altre leggi sulla pubblica sicurezza, come quelle contro la sedizione o i crimini informatici. Nel giugno 2020, la forzata scomparsa in Cambogia del dissidente anti-monarchico e anti-governativo Wanchalearm Satsaksit, in esilio dopo il colpo di Stato del 2014, destò grande interesse e compassione tra i thailandesi. In luglio, Tiwagorn Withiton fu ricoverato di forza tre settimane in un ospedale psichiatrico per aver indossato una maglietta su cui era scritto "ho perso la fede nella monarchia".

## Eventi legati alla pandemia di COVID-19 che contribuirono alle proteste
A fine marzo del 2020 il governo adottò provvedimenti di emergenza per fronteggiare la pandemia di COVD-19 e il 3 aprile fu imposto il coprifuoco. Furono vietati gli assembramenti e venne quindi introdotto il divieto di entrare nel Paese agli stranieri. Il Decreto di emergenza fu criticato dai gruppi internazionali per i diritti civili, i quali sostengono che venga usato per sopprimere la libertà di parola e neutralizzare il movimento di opposizione. Nonostante il virus si fosse diffuso in misura molto minore di molti altri Stati, grazie anche all'efficiente servizio sanitario nazionale, a tutto settembre lo stato di emergenza e le severe restrizioni economiche non furono revocate. I primi turisti poterono entrare i Thailandia solo in ottobre. L'industria del turismo, uno dei capisaldi dell'economia thailandese, subì gravi ripercussioni che contribuirono alla peggiore crisi economica in Thailandia dai tempi della crisi finanziaria asiatica nel 1997. Il Fondo monetario internazionale previde un calo del 6,7% del prodotto interno lordo thailandese nel 2020. In aprile il governo annunciò un pacchetto di incentivi per la popolazione di 1 900 miliardi di baht, dei quali solo in pochi beneficiarono. La preoccupante ondata di nuovi contagi verificatasi verso fine 2020 e soprattutto quella dell'aprile 2021, la peggiore da inizio pandemia, nonché le misure prese dal governo per fronteggiarle contribuirono a porre fine alle manifestazioni di piazza nei primi mesi del 2021.

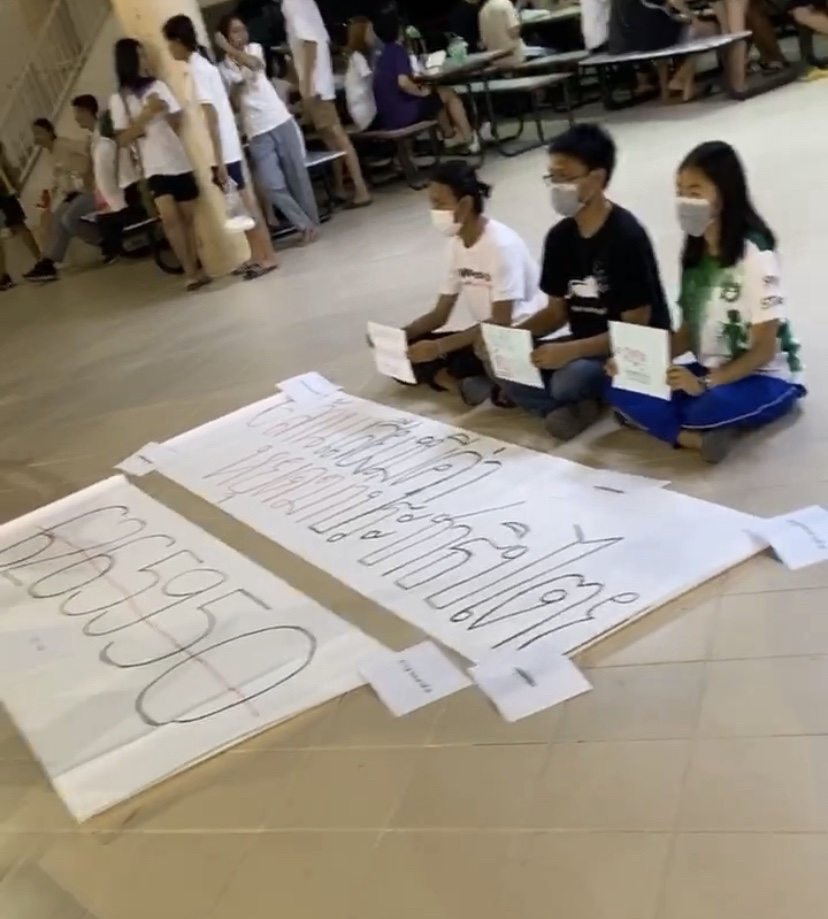
Proteste del 25 febbraio

## Prima ondata delle proteste in febbraio
La prima ondata di proteste fu dovuta al verdetto della Corte costituzionale del 23 febbraio 2020 con cui fu disciolto il Partito del Futuro Nuovo. Quello stesso giorno in varie scuole superiori, college e università in tutto il Paese furono organizzate dimostrazioni, che si estesero nei giorni successivi. Anche se ebbero una buona risonanza nei social network, le dimostrazioni di febbraio rimasero circoscritte all'interno delle istituzioni scolastiche e si conclusero a fine mese con la chiusura di scuole, college e università per far fronte alla pandemia di COVID-19. Uno storico thailandese fece notare che le proteste di strada non avevano mai creato problemi quando i militari appoggiavano il governo.

## Seconda ondata, dal luglio al dicembre 2020

### Richieste principali dei dimostranti

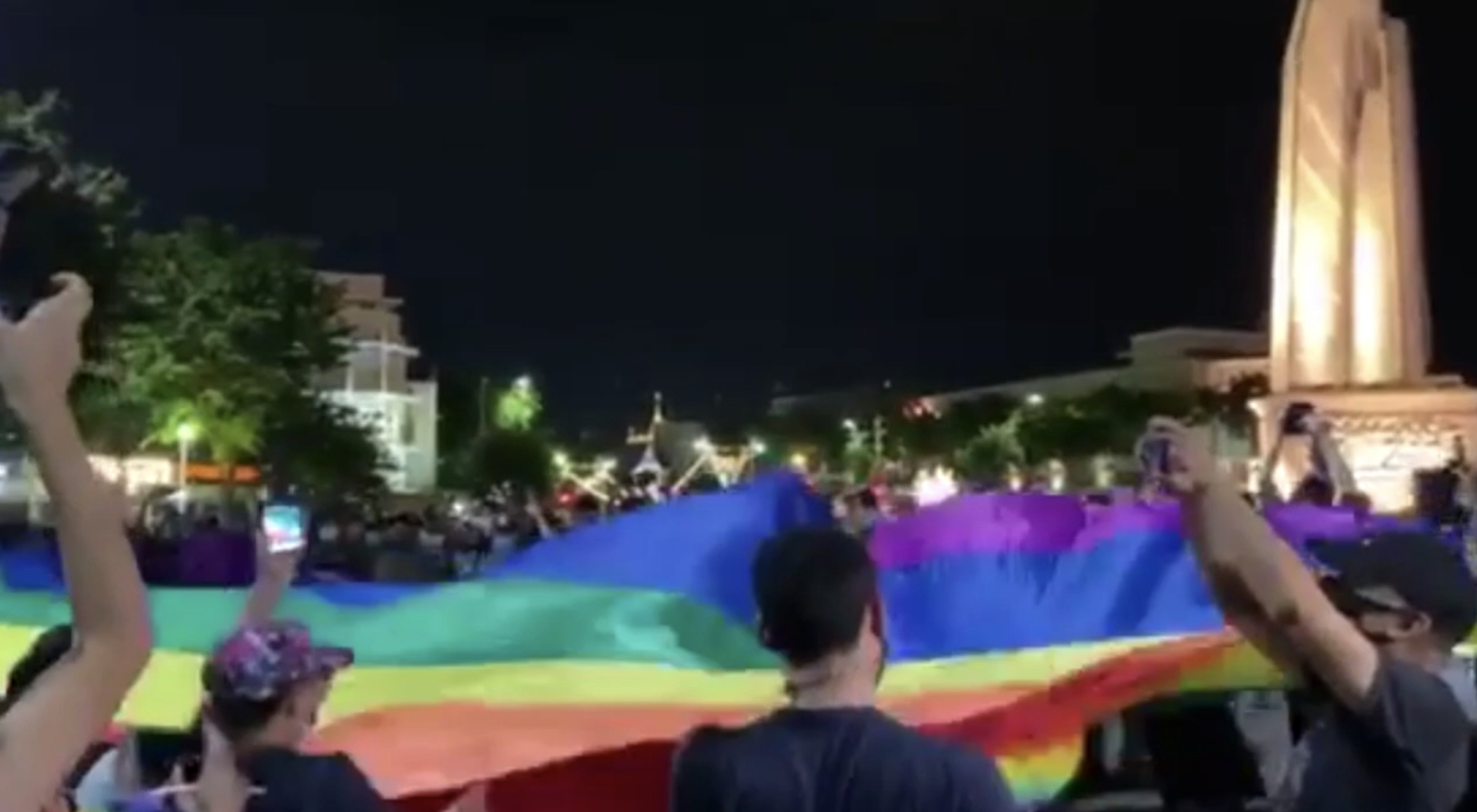
Il gruppo Seri Thoey sventola la bandiera LGBT durante la dimostrazione del 25 luglio

Il 18 luglio si tenne al Monumento alla Democrazia di Bangkok la più grande dimostrazione in Thailandia dal colpo di Stato del 2014, con la partecipazione di circa 2 500 persone. I manifestanti, organizzati dal gruppo Gioventù libera (in thailandese เยาวชนปลดแอก, yaowachon plot aek), annunciarono le tre principali richieste del movimento: lo scioglimento delle Camere, la fine delle intimidazioni da parte delle forze dell'ordine e una nuova costituzione. Un portavoce del gruppo annunciò che non era in programma il rovesciamento della monarchia. Una delle principali cause che scatenarono le proteste di luglio, fu la scomparsa in giugno a Phnom Penh del noto dissidente Wanchalearm Satsaksit, in esilio in Cambogia dal colpo di Stato del 2014, rapito da sconosciuti e mai più ritrovato. Secondo i dimostranti il rapimento fu orchestrato dallo Stato thailandese.
Il programma della dimostrazione prevedeva il presidio notturno della piazza, che fu cancellato a mezzanotte per motivi di sicurezza. Le proteste dilagarono quindi in tutto il Paese, il giorno dopo vi furono dimostrazioni a Chiang Mai e nella provincia di Ubon Ratchathani. Entro il 23 del mese si tennero dimostrazioni in oltre 20 province. Il 25 luglio, gli attivisti del gruppo LGBT Seri Thoey (letteralmente liberi thoey; parodia del gruppo di liberazione durante la seconda guerra mondiale Seri Thai – Thailandia libera) dimostrarono al Monumento alla Democrazia chiedendo la legalizzazione del matrimonio tra persone dello stesso sesso, in aggiunta alle tre richieste presentate da Gioventù libera.

### Proteste in favore della riforma della monarchia
1. Revoca dell'immunità del re a essere incriminato
2. Revoca della legge di lesa maestà e amnistia per i detenuti condannati per aver infranto questa legge.
3. Separazione dei beni personali del re da quelli della monarchia nazionale.
4. Riduzione del budget concesso alla monarchia.
5. Abolizione delle agenzie del sovrano e altri simili enti inutili (per esempio il Consiglio privato).
6. Mettere sotto controllo i beni della monarchia.
7. Divieto al re di fare pubblici commenti sulla politica.
8. Divieto di fare propaganda in favore del re
9. Investigazioni sulle uccisioni di chi ha criticato la monarchia.
10. Divieto al re di approvare i futuri colpi di Stato.

Il 3 agosto si svolse una manifestazione a cui parteciparono in 200; fu improntata sulle critiche alla monarchia e l'avvocato e attivista per i diritti civili Anon Nampha nel suo intervento criticò apertamente la monarchia e disse che dovevano essere diminuite le prerogative del re e che andava modificata la legge sulla lesa maestà. L'accademico Paul Chambers, esperto di politica del Sud-est asiatico, fece notare che questo tipo di critiche pubbliche alla monarchia da parte di persone che non facevano parte dell'élite del Paese espresse davanti alla polizia schierata furono le prime nella storia della Thailandia. L'8 agosto Anon Nampha e altri otto attivisti furono arrestati con l'accusa di sedizione, e rilasciati su cauzione qualche giorno dopo.
Il 10 agosto si svolse una dimostrazione al campus di Rangsit dell'Università Thammasat a cui parteciparono in 3 000. Tra gli slogan dei manifestanti vi furono "la Thammasat non tollererà" e "non vogliamo riforme, vogliamo la rivoluzione". Durante la manifestazione, l'Unione degli studenti di Thailandia annunciò le 10 richieste del movimento per la riforma della monarchia. Secondo quanto riportato dall'agenzia statunitense Associated Press, la proposta suscitò entusiasmo tra molti dei manifestanti, ma vi fu anche chi rimase sbalordito.

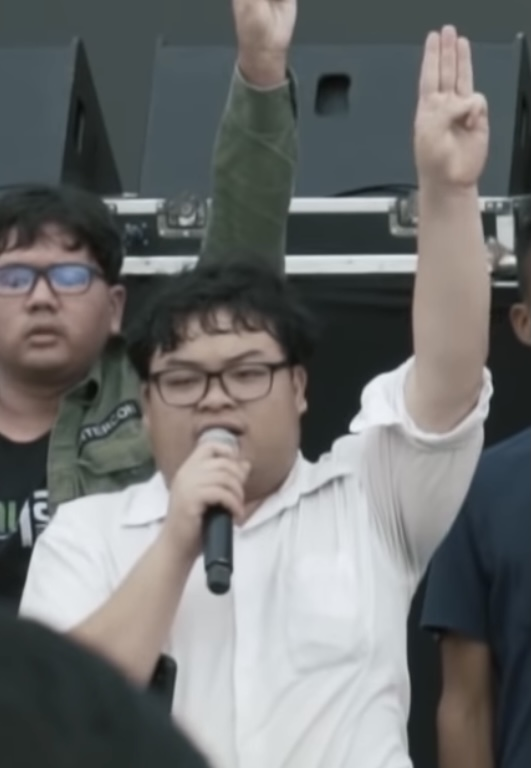
Parit Chiwarak si rivolge alla folla con il saluto tipico dei dimostranti thai del 2020

Il 14 agosto vi furono dimostrazioni associate al gruppo Giovani liberi in 49 province, mentre furono 11 le contro-manifestazioni dei lealisti monarchici e filo-governativi. Quello stesso giorno fu arrestato l'attivista Parit Chiwarak, e subito fu richiesta da Human Rights Watch la sua liberazione nonché il proscioglimento dalle accuse di tutti gli attivisti. Due giorni dopo si radunarono tra le 20 000 e le 25 000 persone al Monumento alla democrazia, che rinnovarono le richieste per una nuova costituzione a per la riforma della monarchia.. Il 20 agosto vi furono due manifestazioni degli studenti a Nakhon Ratchasima e Khon Kaen, e fu annunciato un grande raduno da tenersi il 19 settembre nel campus della sede centrale dell'Università Thammasat a Bangkok.

### Presentazione ufficiale delle richieste del movimento e risposte
Il 26 agosto alcuni gruppi studenteschi presentarono alla Camera dei deputati una serie di richieste ufficiali che comprendevano le 10 formulate per la riforma della monarchia il 10 agosto a Rangsit. Si sviluppò quindi un dibattito alla Camera sulle proposte per gli emendamenti da apportare alla Costituzione, in particolare per modificare la clausola che ne disciplina la procedura di modifica.
Il 27 e 28 agosto, circa 15 000 persone si radunarono a Bangkok al Memoriale del 14 ottobre, che celebra le oltre 70 vittime della rappresaglia di polizia contro l'imponente manifestazione che nel 1973 protestò contro la dittatura militare. La nuova dimostrazione fu la prima con un presidio notturno e venne organizzata dal gruppo Siamo amici. Il 28 agosto, una parte dei dimostranti che avevano presidiato durante la notte il Memoriale accompagnarono a una vicina stazione di polizia 15 attivisti convocati per rispondere delle accuse riguardanti la dimostrazione del 18 luglio. I poliziotti predisposero delle barricate che furono rimosse dai dimostranti, i quali penetrarono all'interno del posto di polizia e lanciarono della vernice addosso agli agenti.

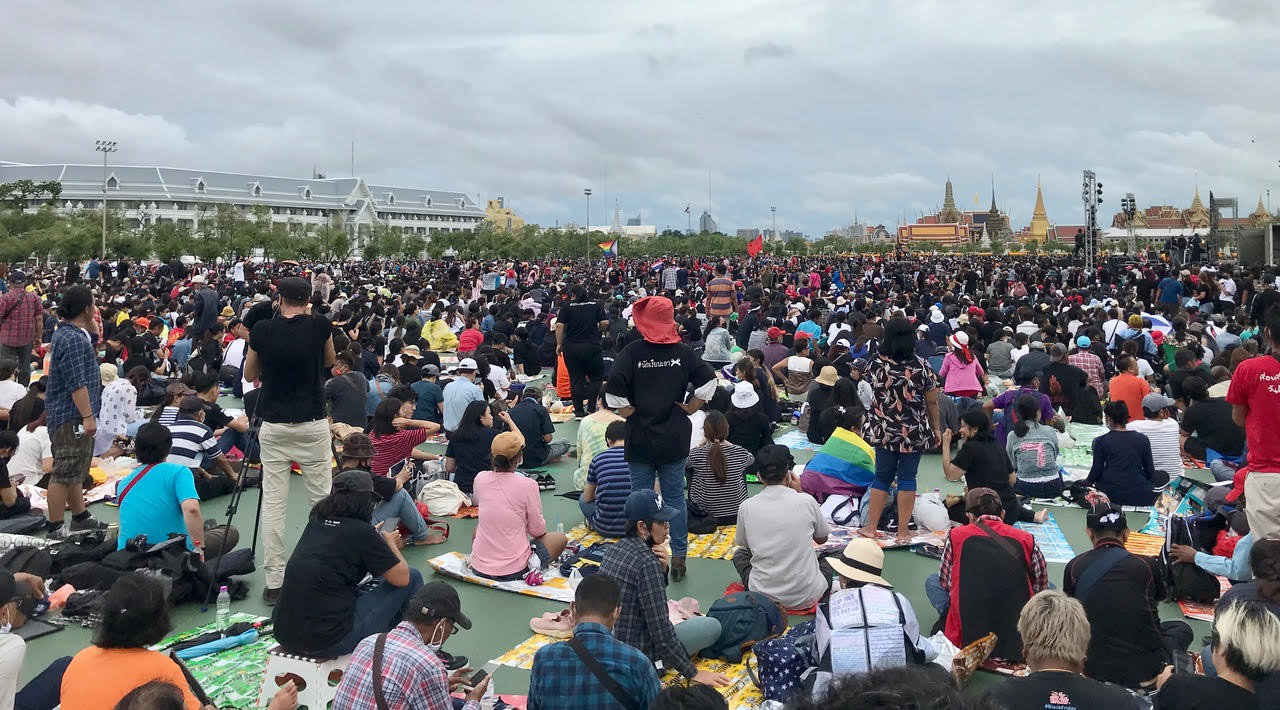
L'occupazione di Sanam Luang del 19 settembre 2020.

Il 19 settembre si tenne a Bangkok la più grande dimostrazione in Thailandia degli ultimi anni, i manifestanti si radunarono prima all'Università Thammasat e nel pomeriggio si spostarono nella vicina piazza reale Sanam Luang, dove rimasero anche la notte. Si è stimato che i partecipanti fossero tra i 20 000 e i 100 000. La mattina successiva i dimostranti fissarono nella piazza una targa simbolica dedicata al Khana Ratsadon per sostitutire quella analoga andata perduta. Prima che la manifestazione si sciogliesse, una delegazione fece avere le richieste del movimento al presidente del Consiglio privato. Non si registrarono episodi di violenza e il leader Parit Chiwarak annunciò uno sciopero generale per il 14 ottobre per commemorare la sollevazione popolare del 1973. La targa installata fu rimossa meno di 24 ore dopo, ma si continuò a discuterne online. La grande manifestazione fu descritta su alcuni media internazionali come una sfida aperta a Vajiralongkorn.
Il 24 settembre il Parlamento votò a favore dell'istituzione di una commissione incaricata di studiare il problema, di fatto rinviando di almeno un mese il voto per gli emendamenti alla Costituzione che era già stato fissato. Il pubblico discontento si manifestò soprattutto su Twitter, dove vi furono 700 000 commenti all'hashtag #RepublicofThailand, e fu la più grande espressione di massa del sentimento repubblicano mai registrata fino ad allora nel Paese. La riforma della monarchia rimase un tema centrale delle proteste sui social network anche dopo che le dimostrazioni di piazza persero di intensità nei primi mesi del 2021.

### Inasprimento della repressione

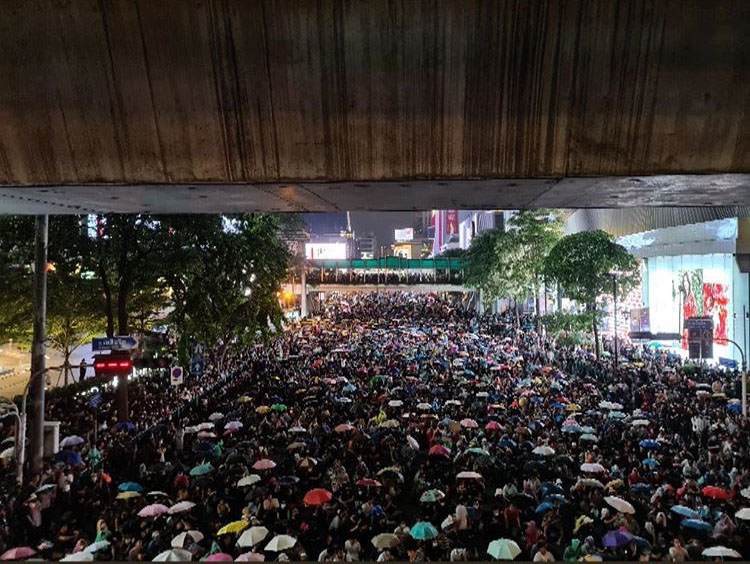
La protesta del 15 ottobre nel distretto di Pathumwan a Bangkok

Dopo un mese di relativa calma, il 13 ottobre un piccolo gruppo di dimostranti si radunò in thanon Ratchadamnoen per protestare contro il previsto corteo automobilistico del re, e alcuni di loro vennero arrestati. La manifestazione vera e propria ebbe luogo il giorno dopo al Monumento alla Democrazia con l'intento di sfilare fino alla sede del governo e chiedere le dimissioni di Prayut. Quello stesso giorno si tenne una contro-manifestazione alla quale i partecipanti arrivarono a bordo di automezzi dell'amministrazione locale, si radunarono anche altri gruppi di destra tra i quali Thai Pakdee (Lealisti thai) e l'Organizzazione per la raccolta dell'immondizia. Nelle ore successive decine di migliaia di dimostranti anti-governativi, tra i quali quelli che facevano riferimento al gruppo Khana Ratsadon 2563 (Khana Ratsadon 2020) si mossero pacificamente verso la sede del governo, e durante il tragitto subirono attacchi violenti dai monarchici. Giunsero comunque a destinazione e si accamparono attorno alla sede del governo con l'obiettivo di rimanerci tre giorni. Nel frattempo fu dato il via alla sfilata automobilistica del re, appena tornato da uno dei suoi soggiorni in Europa. La sfilata reale passò dove si era accalcata una folla di dimostranti staccatasi dalla manifestazione anti-governativa e in tarda serata Prayut diede corso a una denuncia legale contro i manifestanti per aver bloccato la sfilata reale, anche se secondo l'agenzia Reuters nessuno aveva provato ad avvicinarla. Anon accusò le autorità di aver fatto passare volontariamente la sfilata reale dove erano concentrati dei dimostranti, aggiungendo che alla manifestazione erano in 200 000 verso mezzanotte.
Le autorità emanarono un decreto di stato di emergenza a Bangkok a partire dalle 4 del mattino del 15 ottobre, vietando assembramenti di 5 o più persone. I dimostranti furono dispersi dalla polizia antisommossa durante la notte, non si registrarono scontri né feriti. Le forze dell'ordine ne arrestarono 20, tra cui tre leader, e imposero un divieto a pubblicare messaggi illegali sui social media. Il giorno dopo, truppe furono dislocate a protezione della sede del governo e del Parlamento, uno dei membri dell'opposizione in Parlamento lanciò l'allarme che la situazione era simile a quella dei giorni che precedettero il golpe del 2014. Nel pomeriggio si tenne ugualmente la pianificata dimostrazione a Ratchaprasong (dove vi era stato il sanguinoso intervento delle forze dell'ordine nel 2010), nel distretto di Pathumwan, la zona era presidiata da ingenti forze di polizia e vi parteciparono in 13 500, alcuni dei quali furono arrestati. Un gruppo di supporto legale ai dimostranti dichiarò che almeno 51 persone furono arrestate tra il 13 e il 15 ottobre.
Il 16 ottobre, circa 2 000 dimostranti disarmati si radunarono al crocevia Pathumwan e due ore dopo furono dispersi dalla polizia che impiegò cannoni ad acqua. Si è ipotizzato che l'acqua contenesse sostanze chimiche nocive perché alcuni getti erano di colore blu e alcuni dimostranti subirono brucianti infiammazioni agli occhi. Secondo il comandante della polizia metropolitana gli arrestati furono almeno 100. I dimostranti fecero sapere che avrebbero continuato le proteste. La polizia difese l'impiego di sostanze chimiche sostenendo che stavano osservando gli standard internazionali.
Nei giorni che seguirono le proteste furono organizzate online e si tennero quasi ogni giorno con brevi apparizioni in diversi luoghi fino al 24 ottobre. A queste dimostrazioni il governo rispose con la chiusura della metropolitana e del Bangkok Skytrain. In un discorso televisivo del 21 ottobre, Prayut invitò alla riconciliazione mediante il dibattito parlamentare. Quello stesso giorno, un gruppo di monarchici che indossavano le magliette gialle simbolo della monarchia attaccarono i dimostranti all'interno dell'Università Ramkhamhaeng e ferirono due studenti. Il giorno dopo Prayut revocò lo stato di emergenza sostenendo che la situazione si era normalizzata.
Prayut programmò una seduta straordinaria del Parlamento per discutere della questione, ma i dimostranti continuarono a chiedere le sue dimissioni. La seduta del Parlamento si tenne il 27 ottobre e non affrontò nessuno dei temi proposti dai dimostranti. Dopo la seduta, il primo ministro annunciò che il governo avrebbe presentato un progetto di legge sugli emendamenti alla Costituzione e istituito un comitato per risolvere il conflitto politico.

### Nuove proteste contro il re e scontri con i monarchici
Il 26 ottobre un corteo di dimostranti arrivò all'ambasciata tedesca di Bangkok e presentò una formale richiesta al governo tedesco di investigare sulle attività in Germania di re Vajiralongkorn, in particolare se avesse esercitato i suoi poteri durante i soggiorni europei. Il 30 ottobre furono rilasciati tre leader della protesta ma furono subito rimessi agli arresti dalla polizia di un'altra provincia, fatto che scatenò immediate proteste fuori dalla stazione di polizia dove erano detenuti.
Si è stimato che fossero circa 10 000 i monarchici in maglia gialla (colore del re) a testimoniare sostegno al sovrano al Grande palazzo reale il 1º novembre dopo la cerimonia da lui presieduta al Wat Phra Kaew. Il 2 novembre, uno sconosciuto fece scoppiare un petardo durante una dimostrazione anti-governativa a Bangkok. Quello stesso giorno un'altra dimostrazione si tenne al Ministero di Economia e Società digitale per protestare contro la chiusura del sito internet Pornhub, accusato di aver provato a inserire immagini private del re.
Il 7 novembre oltre 1 000 persone della comunità LGBT e altri dimostranti anti-governativi organizzarono a Bangkok una parata del Pride durante la quale furono richiesti diritti di uguaglianza sociale, le dimissioni di Prayut e le riforme della monarchia. L'8 novembre una folla di 7 000 - 10 000 persone marciò dal Monumento alla Democrazia al Grande palazzo reale per consegnare una lettera di richieste al re. Per l'occasione furono dispiegati oltre 9 000 poliziotti. Nonostante il corteo fosse pacifico, la polizia usò per la seconda volta in un mese i cannoni ad acqua. L'incidente provocò il ferimento di 5 persone, tra le quali un poliziotto. La lettera dei dimostranti fu lasciata all'Agenzia della Casa Reale. Poco dopo le autorità pubblicarono la foto di un manifestante che lanciava un oggetto fiammeggiante contro la polizia, nel tentativo di far passare per violenta la dimostrazione, ma questi rispose che era un fumogeno. Il 10 novembre Prayut invitò alla calma sia lo schieramento anti-governativo che quello di destra monarchico, dicendo che il governo era neutrale nella disputa; ma mentre molti furono gli arresti alle dimostrazioni anti-governative, in quelle dei monarchici non fu arrestato nessuno. Il 15 novembre ripresero le proteste a Chiang Mai dopo che gli studenti erano stati alle prese con gli esami.
IL 17 novembre ebbe inizio una seduta di due giorni congiunta di Senato e Camera per valutare eventuali modifiche alla Costituzione. Il giorno dopo migliaia di dimostranti anti-governativi si radunarono nei pressi del palazzo del Parlamento reclamando l'urgenza di modificare la Costituzione, le dimissioni del governo e tagli ai privilegi del re. Vi furono quindi i più violenti scontri dall'inizio delle proteste dopo che i dimostranti tentarono di rimuovere le barricate della polizia, che rispose con gas lacrimogeni e getti dei cannoni ad acqua mista con sostanze chimiche. Nella zona si radunarono inoltre centinaia di monarchici a sostegno del governo e della Costituzione, frange delle due manifestazioni vennero a contatto e vi furono scontri anche tra questi due schieramenti. I disordini durarono oltre sei ore e al termine rimasero ferite almeno 55 persone, di cui sei da armi da fuoco. Un manifestante monarchico fu arrestato perché trovato in possesso di una pistola e munizioni. I parlamentari discussero sette proposte di emendamenti alla Costituzione e votarono in favore di due, che però non prevedevano modifiche agli articoli riguardanti la monarchia e il Senato, come invece chiedevano i dimostranti. In risposta a questa decisione e al violento intervento della polizia, il giorno dopo decine di migliaia di dimostranti si radunarono intorno al quartier generale della polizia di Bangkok lanciando oggetti e vernice e ricoprendo i muri di graffiti anti-monarchici. La polizia rimase all'interno della caserma e non vi furono scontri.
Il 24 novembre fu inviato un mandato di comparizione a 12 dei leader delle proteste accusati di lesa maestà, era la prima volta da due anni che questa legge veniva applicata dopo che lo stesso re aveva fatto richiesta al governo di non utilizzarla. Il giorno dopo, oltre 10 000 dimostranti si radunarono al monumento alla Democrazia per andare all'Agenzia della Proprietà della Corona e chiedere un'inchiesta sulle ingenti spese del re e che questi rinunciasse ai beni già appartenenti alla monarchia nazionale trasferiti sul suo conto personale. Le barricate predisposte dalla polizia attorno all'agenzia indussero i dimostranti a cambiare obiettivo e ad andare a protestare al quartier generale della Siam Commercial Bank, della quale il re deteneva il 23,4% delle quote azionarie per un valore di oltre 2,3 miliardi di dollari. Quella notte almeno due dimostranti furono feriti dopo lo scoppio di un ordigno e lo sparo di alcuni colpi di arma da fuoco.
Il 27 novembre, migliaia di anti-governativi si ritrovarono nel distretto Lat Phrao di Bangkok per protestare contro il possibile colpo di Stato di cui si era cominciato a parlare. Il leader Panupong "Mike Rayong" Jadnok invitò a parcheggiare le auto nei principali crocevia della capitale nel caso si verificasse il golpe, per ostacolare i movimenti degli automezzi delle forze dell'ordine. Il 29 novembre migliaia di dimostranti si radunarono davanti a una caserma della guardia reale chiedendo che il re rinunciasse al controllo di alcuni reggimenti dell'esercito. Nell'occasione gettarono in terra vernice rossa davanti ai militari per ricordare il sangue versato dalle camicie rosse durante la repressione dell'esercito delle proteste del 2010. Rimossero inoltre le barricate predisposte e furono bloccati ai cancelli d'ingresso dai militari schierati. Le opposizioni chiesero la destituzione di Prayut per conflitto di interesse in quanto risiedeva in un'abitazione di proprietá dell'esercito pur essendo in pensione. Il 2 dicembre la Corte costituzionale annunciò che non c'erano gli estremi per procedere contro il primo ministro e migliaia di dimostranti si riunirono a Lat Phrao per protestare contro questa decisione.
Il 10 dicembre vi fu un corteo di dimostranti alla sede di Bangkok delle Nazioni Unite per spingere l'organizzazione a mettere pressione al governo thailandese per abolire la legge di lesa maestà, utilizzata per sopprimere il movimento. Da quando era stata ripristinata il 24 novembre, erano stati 23 gli attivisti convocati dalle forze dell'ordine per rispondere di questo reato. Una delegazione fu ricevuta all'interno dell'edificio per consegnare una lettera con la richiesta. Quello stesso giorno, che è l'anniversario della prima costituzione thailandese del 1932, centinaia di dimostranti si ritrovarono al Memoriale dei caduti del 14 ottobre 1973 in thanon Ratchadamnoen per rinnovare le proteste contro la legge e nella conferenza tenuta al Memoriale fu letto un comunicato in inglese per sensibilizzare la stampa estera sul problema.
Verso fine dicembre, alcuni leader delle proteste annunciarono che il movimento si sarebbe preso un periodo di pausa e che le dimostrazioni sarebbero riprese nel 2021. In quegli stessi giorni vi fu un preoccupante numero di nuovi casi di COVID-19 in una provincia a sud-ovest di Bangkok, e si ipotizzò che questo evento avrebbe potuto portare a misure restrittive e al conseguente rinvio della ripresa delle proteste.

## Terza ondata di proteste del febbraio e marzo 2021
Durante la pausa, i dimostranti continuarono ad esprimere le proprie critiche online. Molti dei loro leader furono denunciati per lesa maestà; da quando la legge riguardante questo crimine era stato riproposta in novembre, furono almeno 82 i dimostranti incriminati entro il maggio del 2021. In totale il numero di incriminati era così salito ad almeno 581 persone, la maggior parte delle quali per sedizione, da quando le proteste erano riprese in luglio. Le misure per fronteggiare la pandemia impedirono nuove dimostrazioni ma nei primi giorni di gennaio diversi striscioni contro il reato di lesa maestà apparvero in diversi punti di Bangkok. I leader confermarono che la ripresa delle manifestazioni sarebbe avvenuta quando la situazione riguardante la pandemia si sarebbe normalizzata. Il 16 gennaio la polizia impedì che dimostranti fissassero al Monumento alla Democrazia uno striscione di 112 metri contro la legge di lesa maestà (regolata dall'art. 112 del codice penale), e arrestò alcuni dei responsabili. Poco dopo la polizia disperse un gruppo di dimostranti che si erano riuniti per protestare contro questi arresti; durante l'operazione vi fu l'esplosione di un piccolo ordigno probabilmente lanciato contro la polizia, non si registrarono feriti ma si diffuse il timore che le violenze potessero aumentare.
Il 1º febbraio, attivisti thailandesi e birmani protestarono contro il colpo di Stato in Birmania del 2021 radunandosi fuori dall'ambasciata birmana a Bangkok, rifiutarono di disperdersi e la polizia operò tre arresti. Il 9 febbraio 2021 vi fu il primo pronunciamento di un tribunale di Bangkok che negò la scarcerazione dei leader del movimento arrestati nelle ultime settimane sotto l'accusa di lesa maestà. Il giorno successivo si tenne a Bangkok la prima manifestazione di massa dopo circa due mesi, alla quale parteciparono più di 1 000 persone per protestare contro la decisione della corte. Dieci attivisti furono arrestati con l'accusa di aver imbrattato il suolo pubblico con i loro striscioni e il corteo si diresse alla stazione di polizia dove erano detenuti per chiederne il rilascio. Negli incidenti che seguirono esplose un contenitore di gas lacrimogeno e il corteo si sciolse dopo il rilascio dei dieci arrestati. Il 13 febbraio vi fu un'altra dimostrazione al Monumento alla Democrazia durante la quale si registrarono nuovi scontri con la polizia, che arrestò 11 attivisti.
Il 28 febbraio si tenne un'altra dimostrazione per protestare contro gli arresti di alcuni attivisti e contro l'appoggio che il governo stava dando alla giunta militare birmana responsabile del colpo di Stato del 1º febbraio e della sanguinosa repressione che ne seguì. Guidati dal gruppo Redem (Restart democracy, Ritorno alla democrazia, collegato al gruppo Gioventù libera), si presentarono ai cancelli del 1º reggimento di fanteria, luogo in cui si trovavano la residenza del primo ministro Prayut e il quartier generale delle guardie del corpo del re. Verso sera iniziarono gli scontri, all'ordine di disperdersi i dimostranti lanciarono oggetti sui poliziotti, che risposero con l'utilizzo dei cannoni ad acqua, lacrimogeni e sparando proiettili di gomma. 22 dimostranti furono arrestati. Secondo il servizio medico di emergenza di Bangkok, vi furono almeno 33 feriti tra i poliziotti e i dimostranti. Secondo quanto riportato dai media thailandesi, un poliziotto morì per un infarto mentre erano in corso gli scontri. Gli organizzatori della manifestazione furono criticati da altre frange del movimento per la mancanza di organizzazione e di leader che potessero prendere decisioni nei momenti cruciali per evitare gli scontri. Come nella dimostrazione del 13 febbraio, agenti in borghese delle forze dell'ordine furono visti aggirarsi nei pressi della manifestazione.
Il mese successivo, la Corte costituzionale si pronunciò sugli eventuali emendamenti alla Costituzione proposti annunciando che erano necessari due referendum per attuarli, e il 17 marzo il Parlamento bocciò le due proposte di emendamenti che aveva in esame da novembre. Il 20 marzo, circa 1 000-1 500 dimostranti si radunarono a Sanam Luang nei pressi del Grande palazzo reale per rinnovare le richieste di riforma della monarchia e di liberare i leader delle proteste che erano stati arrestati, alcuni dei quali erano stati trasferiti in carcere in attesa del processo. La polizia innalzò delle barricate e vi furono degli scontri che causarono il ferimento di oltre 30 tra poliziotti e civili. Le forze dell'ordine dispersero i dimostranti sparando proiettili di gomma, gas lacrimogeni e usando cannoni ad acqua. Un giornalista presente scrisse che le misure repressive adottate dalla polizia contro il movimento in quel periodo erano più severe di quelle dell'anno prima, nonostante il numero di dimostranti fosse minore. Quattro giorni dopo furono in migliaia a partecipare alla dimostrazione pacifica tenutasi a Bangkok con gli stessi obiettivi della manifestazione precedente, e bloccarono una strada del centro, ma non si verificarono incidenti.
Fu una delle ultime proteste di piazza; con buona parte dei leader incarcerati, con le preoccupanti ondate di nuovi contagi di COVID-19 nel Paese verificatesi alla fine del 2020 e quella ancora più grave che ebbe inizio nell'aprile 2021 e con le misure restrittive prese dal governo per fronteggiare l'emergenza sanitaria, le manifestazioni persero di intensità e le proteste proseguirono soprattutto sui social network. Diversi manifestanti furono infettati dal COVID-19 mentre erano detenuti in questo periodo in attesa del processo, in quanto l'ondata di contagi iniziata in aprile si diffuse con particolare gravità nelle prigioni di Bangkok.

## Quarta ondata dal giugno al novembre 2021 e fine delle proteste
La nuova diffusione del COVID-19 iniziata in aprile andò progressivamente peggiorando, con un drammatico e sistematico aumento dei contagi e dei decessi giornalieri. Il governo introdusse quindi nuove severe misure per contrastare il problema, tra le quali il divieto di pubblici assembramenti superiori a cinque persone. Ciononostante il movimento tornò a dimostrare con una pacifica manifestazione a Bangkok il 24 giugno, giorno in cui si celebra in Thailandia la rivoluzione del 1932 che pose fine alla monarchia assoluta. Si trovarono in migliaia all'alba al Monumento della Democrazia e sfilarono per le vie della capitale in direzione del Parlamento rinnovando le richieste di dimissioni del governo, riforme della Costituzione e la rimozione dei 250 senatori nominati dai militari. Si aspettavano inoltre supporto da parte della popolazione frustrata per la fallimentare campagna di vaccinazione contro il COVID-19 operata dal governo. Quello stesso giorno era previsto il voto in Parlamento sul decreto per il referendum richiesto dalla Corte Costituzionale per le riforme della Costituzione, ma già si sapeva che questo referendum non avrebbe previsto modifiche sostanziali, e soprattutto non avrebbe previsto quelle che maggiormente interessavano al movimento, alcune delle quali erano già state scartate in precedenza dal Parlamento.
Con la diffusione dei contagi che si faceva sempre più preoccupante, il 18 luglio le manifestazioni ripresero con maggiore intensità, e oltre ai soliti dimostranti si unirono molti cittadini di ogni età esasperati dalla pessima gestione governativa della campagna di vaccinazione e dalle disastrose conseguenze sull'economia, che divennero importanti rivendicazioni di questa nuova ondata di proteste. Si diressero al palazzo di governo e furono respinti dalla polizia con l'uso di gas lacrimogeni, proiettili di gomma e cannoni ad acqua. La dimostrazione ebbe fine in serata, dopo che alcuni dimostranti avevano subito ferite. Per evitare i contagi, in questo periodo i dimostranti si mossero a bordo di auto e moto incolonnate. Durante il mese di luglio vi furono molte altre manifestazioni a Bangkok e verso fine mese erano 172 i dimostranti denunciati dalla polizia da quando erano riprese le proteste nella capitale. Il primo agosto si tennero manifestazioni in diverse città della Thailandia. Nuovi scontri tra dimostranti e forze dell'ordine si registrarono nel quartiere Din Daeng di Bangkok il 7 agosto, quando una dimostrazione guidata dal gruppo Gioventù libera diretta alla casa del primo ministro fu fermata dalla polizia con proiettili di gomma e lacrimogeni, un camion della polizia fu dato alle fiamme e vi furono 14 arresti.
Fu l'inizio di una nuova serie di dimostrazioni, nuovi scontri si ebbero tre giorni dopo con l'arresto di altre 48 persone e il 16 agosto vi fu una nuova protesta a Din Daeng, nella quale il quindicenne Warit Somnoi fu gravemente ferito da un colpo di arma da fuoco sparato dalla locale stazione di polizia, il giovane rimase in coma e morì due mesi dopo, diventando la prima vittima delle proteste. Vi furono in seguito altre dimostrazioni a Din Daeng, dove il 6 ottobre furono arrestati altri 28 dimostranti e durante la notte un poliziotto fu colpito alla testa da un proiettile. Il 31 ottobre alcune migliaia di persone dimostrarono a Bangkok chiedendo la soppressione della legge sulla lesa maestà. Il 10 novembre vi fu il clamoroso verdetto della Corte costituzionale secondo il quale le richieste di riforma della monarchia erano un tentativo di sovvertire le istituzioni, con una sentenza che fu definita un colpo di Stato giudiziale, e la domenica successiva migliaia di thailandesi scesero nelle strade per protestare contro la sentenza e contro il rischio di tornare alla monarchia assoluta. Fu una delle ultime dimostrazioni di rilievo, nel periodo successivo i dimostranti scesero in piazza raramente, scoraggiati dalla repressione delle forze dell'ordine e dalle ondate di arresti e condanne di cui erano stati vittime.

## Eventi successivi
Alcuni giorni dopo lo scioglimento del Partito del Futuro Nuovo (PFN) con la sentenza che aveva dato il via alle proteste, l'8 marzo 2020 i fuoriusciti di PFN confluirono nel Phak Kao Klai, il partito che in seguito aveva maggiormente appoggiato le richieste dei dimostranti. In particolare fu l'unico che si batté per la modifica della legge sulla lesa maestà, che aveva contribuito in modo determinante alla soppressione delle proteste con l'incarcerazione di molti leader del movimento. In vista delle elezioni generali del 14 maggio 2023, molti dei manifestanti aderirono al partito, furono attivi in campagna elettorale e alcuni si candidarono per un seggio in Parlamento. Oltre a riprendere molte delle richieste dei dimostranti, con il proprio programma di radicali riforme Kao Klai si propose come nuova alternativa al duopolio tra il populismo di Pheu Thai e l'autoritarismo dei partiti militari, raccogliendo consensi in tutte le fasce di età.
Kao Klai trionfò alle elezioni ottenendo 151 dei 500 seggi alla camera contro i 141 di Pheu Thai, e fu la prima volta dal 2001 che i partiti fedeli a Thaksin Shinawatra non ottennero il maggior numero di deputati. Le elezioni rappresentarono il ripudio da parte del popolo thailandese di 9 anni di dittatura militare e dei partiti associati ai militari, Palang Pracharath e il nuovo Phak Ruam Thai Sang Chart, che insieme raccolsero solo 76 seggi contro i 116 di Palang Pracharath nel 2019. Pheu Thai, Kao Klai e altri sei partiti minori firmarono un memorandum d'intesa con gli obiettivi che si proponevano nel caso fossero riusciti a formare una coalizione di governo ma, nonostante la grande maggioranza alla Camera, i 250 senatori erano rimasti quelli scelti dai militari nel 2019 e nel dopo elezioni rimase un'incognita chi avrebbe ricoperto la carica di primo ministro.

## Finanziamento delle proteste
Il movimento di protesta venne finanziato da donazioni private, tra cui quelle dell'attrice Intira Charoenpura e di diversi appassionati thailandesi di K-pop — questi ultimi da soli donarono il 18 ottobre 3,6 milioni di baht. Vi furono tentativi di incriminare i donatori. Le teorie secondo cui le proteste sarebbero state finanziate da stranieri, come il governo statunitense e organizzazioni come Human Rights Watch e Netflix, vennero diffuse dal gruppo monarchico "Visione della Thailandia", mentre furono negate dall'ambasciata statunitense di Bangkok. Dimostranti monarchici si riunirono fuori dall'ambasciata statunitense il 27 ottobre per chiedere che avesse fine quella che definirono una forma di guerra ibrida contro la Thailandia.

## Reazioni

### Risposta dello Stato e arresti

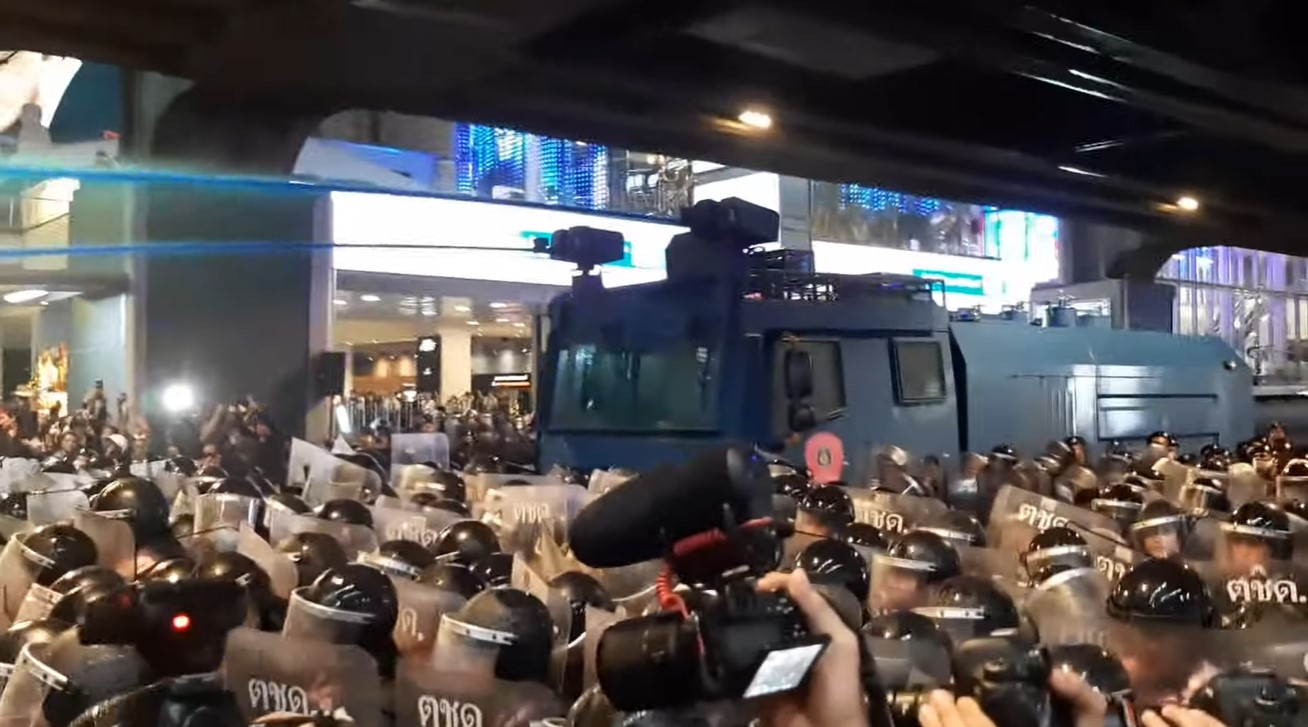
Bangkok, 16 agosto. Polizia schierata e cannoni ad acqua che sparano getti d'acqua contenenti sostanze chimiche

Secondo quanto riportò il sito isaanrecord.com della Thailandia del Nordest, le risposte del governo alle proteste furono messe in atto con uso della forza, intimidazioni, detenzioni disposte arbitrariamente, disinformazione, impiego dei servizi segreti militari, censura dei media, tattiche di rinvio delle decisioni, arresti, offuscamenti, supporto dei gruppi filo-governativi, gaslighting e negoziati. Il Dipartimento governativo delle pubbliche relazioni pubblicò due video di propaganda su YouTube che gettavano discredito sui dimostranti.
Prayut accusò il movimento di aver contribuito alla flessione dell'economia nazionale. Alti ufficiali dell'esercito, come il comandante in capo generale Apirat Kongsompong, accusò i dimostranti di lesa maestà, Il ministro della Sanità Anutin Charnvirakul, membro del partito minore della coalizione di governo Bhumjaithai, si dichiarò neutrale nel conflitto, ma espresse le sue preoccupazione per la diffusione del COVID-19. L'impatto del virus tra i dimostranti era comunque basso.
Fra le intimidazioni delle autorità vi fu l'ordine alle università di proibire agli studenti di chiedere riforme della monarchia e di compilare una lista dei leader del movimento. Alcuni atenei e scuole superiori proibirono al personale e agli studenti di partecipare alle proteste e negarono gli spazi per i raduni dei dimostranti, adducendo le preoccupazioni per la diffusione del COVID-19, mentre la polizia inviò lettere di ammonimento. Il 18 agosto, un dipartimento del Ministero dell'Istruzione permise agli studenti di fare dimostrazioni negli spazi delle scuole. A fine agosto, gruppi studenteschi fecero sapere che in almeno 109 scuole le pubbliche manifestazioni di pensiero erano state soppresse o oggetto di intimidazioni.
A tutto l'ottobre del 2020, almeno 167 persone furono arrestate sotto varie accuse, in particolare quella di sedizione, e 5 dimostranti furono inoltre arrestati senza essere accusati. All'inizio di agosto l'organizzazione iLaw fece sapere che vi erano stati 78 casi di intimidazione dei simpatizzanti delle proteste. A inizio settembre, la polizia convocò per la prima volta uno studente delle superiori accusato di aver violato le leggi sulla sicurezza pubblica. Il 2 ottobre 2020 il quotidiano Bangkok Post scrisse che almeno 63 dei dimostranti arrestati erano stati accusati di aver violato il contestato e più volte esteso decreto di emergenza sul COVID-19, anche se il governo aveva assicurato che il decreto non sarebbe stato impiegato per reprimere l'opposizione. Alcuni dei dimostranti arrestati subirono lesioni nel periodo in cui furono in stato di fermo.
Lo Stato limitò più volte la libertà di esprimere il proprio dissenso su internet. Il 24 agosto 2020, su ordine del governo, Facebook bloccò l'accesso in Thailandia a circa un milione di membri alla pagina critica della monarchia. Le autorità tentarono di bloccare 2 200 siti internet prima della dimostrazione del 19 settembre. Dopo la dimostrazione, un ministro preparò una denuncia contro Facebook, Twitter e YouTube per aver permesso la pubblicazione di contenuti anti-governativi. Fu la prima volta che la legge contro i crimini telematici fu applicata a Internet service provider stranieri.
Durante il severo stato di emergenza in vigore tra il 15 e il 22 ottobre, la polizia bloccò o fece chiudere media indipendenti e anti-governativi, nonché la pagina Facebook di Gioventù libera, fece inoltre requisire libri criticanti la monarchia. Il Ministero dell'Economia e della Società digitale annunciò denunce contro internet provider e siti internet che permettevano contenuti vietati, riferendosi a circa 320 000 messaggi illegali. Diverse agenzie stampa thailandesi reagirono stilando un documento comune in cui si opponevano alla soppressione dei media. L'Amministrazione metropolitana di Bangkok supportò le contro-manifestazioni dei filo-monarchici e filo-governativi fornendo loro il trasporto fino al punto di ritrovo, automezzi della nettezza pubblica e servizi igienici mobili.
Nel novembre 2020, Prayut dichiarò che per fermare le proteste avrebbe iniziato a usare tutte le leggi a sua disposizione, comprese quelle per lesa maestà che da due anni non venivano applicate per volere del sovrano. Qualche giorno dopo diversi del leader delle proteste ricevettero dalla polizia un mandato di comparizione con l'accusa di lesa maestà e nel periodo successivo vi furono diversi arresti. Secondo il gruppo "Avvocati thai per i diritti umani", furono 82 i dimostranti incriminati sotto questa accusa entro il maggio del 2021, portando a 581 il totale di incriminati, la maggior parte dei quali per sedizione, da quando le proteste erano riprese in luglio. Il 19 gennaio 2021, una thailandese che nel 2014 e 2015 aveva postato in rete diversi videoclip ritenuti offensivi della monarchia fu condannata a oltre 43 anni di carcere, la più dura sentenza mai pronunciata in Thailandia per il reato di lesa maestà. Nel novembre successivo vi fu la sentenza della Corte costituzionale secondo la quale le richieste di riforma della monarchia erano un tentativo di sovvertire le istituzioni, decisione che fu definita un colpo di Stato giudiziale e la premessa per il ritorno alla monarchia assoluta. Fu presa quando erano già 156 i dimostranti arrestati per aver infranto la legge sulla lesa maestà. A tutto il febbraio 2022, erano stati oltre 1 700 i dimostranti incriminati con accuse varie da quando erano iniziate le proteste.

### Posizione del re
Il re e la corte inizialmente non presero alcuna posizione riguardo alle proteste. In agosto, l'agenzia Asia Times riportò una dichiarazione di un funzionario di governo secondo la quale il re non si preoccupava dalle proteste dei "bambini", mentre qualche giorno prima Al Jazeera aveva pubblicato un articolo in cui si riportavano le richieste della monarchia ai media thailandesi di censurare ogni menzione delle 10 richieste degli studenti per la riforma della monarchia stessa. Il 16 ottobre fu reso pubblico un discorso di Vajiralongkorn del giorno prima nel quale il sovrano avrebbe detto: "Adesso si capisce perché il Paese ha bisogno di gente che ami il Paese e ami la monarchia". Il 24 ottobre fu inserito nella pagina di Facebook di un gruppo thai monarchico il video del re che encomiava l'ex monaco ed ex leader del Comitato popolare di riforma democratica Buddha Issara e un altro monarchico che aveva avuto il coraggio di innalzare un ritratto di re Bhumibol Adulyadej davanti a una recente dimostrazione. I monarchici gioirono per il video, mentre gli anti-governativi videro il commento del re come una presa di posizione e subito postarono sul Twitter di Thailandia l'hashtag #23ตุลาตาสว่าง (23 ottobre occhi aperti).
In un'intervista televisiva del 1º novembre fu chiesto al sovrano cosa ne pensava dei dimostranti e la risposta fu: "Nessun commento...Li amiamo tutti allo stesso modo...", mentre alla domanda se vedeva spazio per un compromesso rispose che la Thailandia è la terra dei compromessi. Patrick Jory, esperto insegnante di storia del Sud-est asiatico all'Università del Queensland, fece un ritratto dell'imprevedibile natura del re e della sua volontà di usare la violenza, aggiungendo che potrebbe mettere pressione su Prayut per stroncare le proteste. Durante le proteste prese parte ad alcune iniziative prese dai lealisti alla monarchia.

### Supporto alle proteste

#### In Thailandia

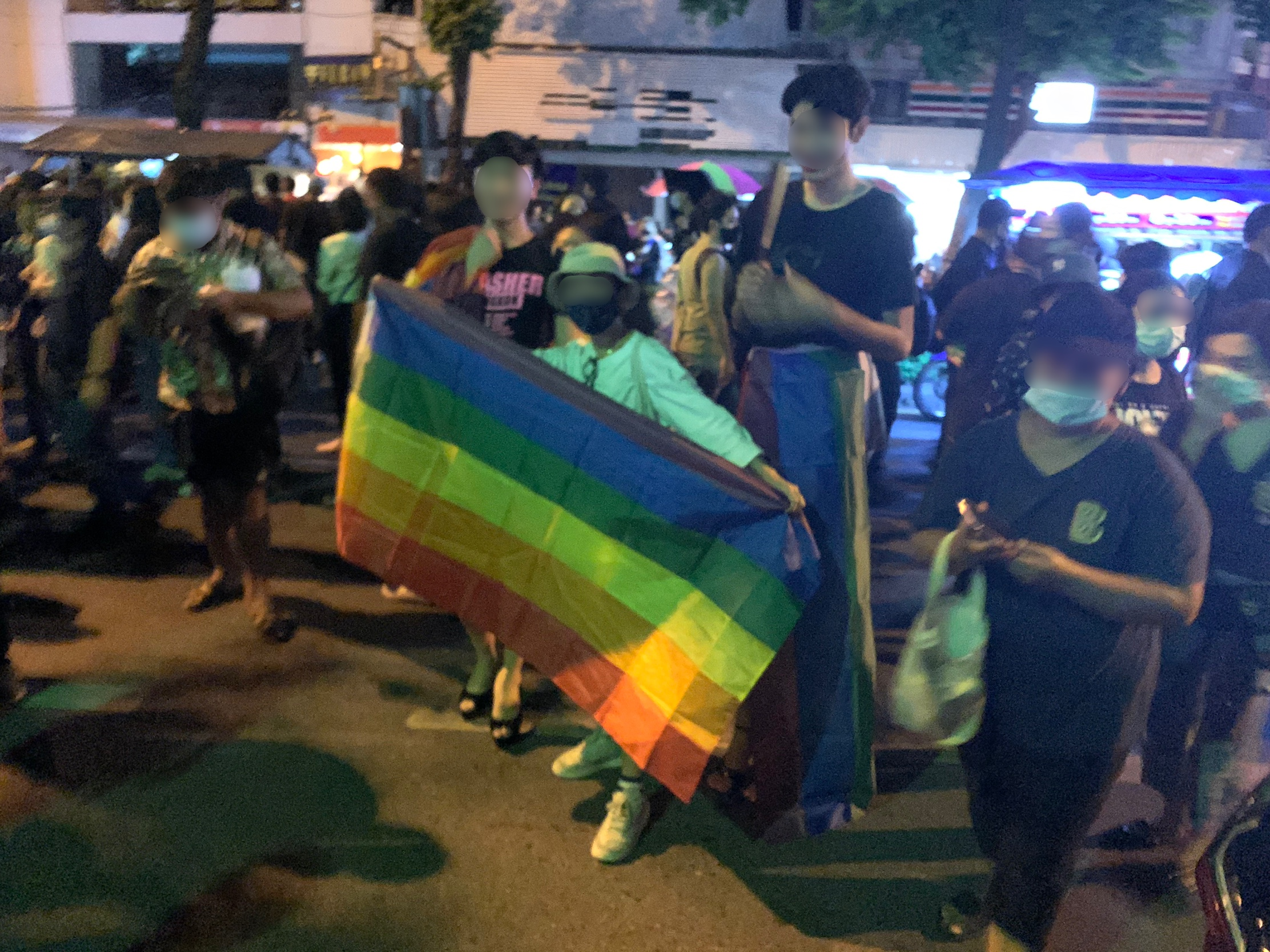
Dimostranti a Bangkok con una bandiera dell'LGBT pride

In agosto, un deputato dell'ex Partito del Futuro Nuovo affermò che alcuni riferimenti alla monarchia fatti dai contestatori erano verità scomode che richiedevano attenzione. Il sito internet Manager Online e il generale Apirat Kongsompong gli risposero seccamente che alcuni dei dimostranti miravano al rovesciamento della monarchia, o erano caduti vittime della manipolazione di qualche partito. A inizio settembre, il leader del partito Pheu Thai Sompong Amornwiwat fece sapere che la coalizione delle opposizioni era allineata con la richiesta degli studenti di modificare l'articolo 256 della Costituzione, secondo il quale per fare emendamenti alla Costituzione era necessario l'approvazione di almeno un terzo dei senatori.
Nonostante le minacce per la loro carriera a cui furono esposte, molte celebrità thailandesi espressero pubblicamente il proprio supporto alle proteste. Un gruppo di 147 membri del personale universitario fece sapere pubblicamente che le richieste di riforma della monarchia avanzate dagli studenti non violavano la legge. La Rete degli accademici thailandesi per i diritti civili, gruppo a cui aderiscono 358 professori, a sua volta espresse pieno supporto alle proteste. Un medico fu licenziato per aver firmato una petizione in favore del movimento. In ottobre, editoriali di Khaosod English e Bangkok Post chiesero le dimissioni di Prayut, ma non fecero riferimenti alle richieste per la nuova Costituzione e per le riforme della monarchia.

#### All'estero
In agosto, l'UNICEF pubblicò una dichiarazione sulla situazione thailandese citando la convenzione internazionale sui diritti dell'infanzia, secondo la quale le scuole e gli istituti di Istruzione devono essere ambienti sicuri in cui i ragazzi possano avere il diritto di esprimere le proprie idee. L'Alto commissariato delle Nazioni Unite per i diritti umani e Amnesty International riconobbero la natura pacifica delle dimostrazioni e condannarono il duro intervento della polizia. Il direttore di Human Rights Watch affermò che criminalizzare le proteste per la riforma politica è una caratteristica dei governi dittatoriali e chiese ai governi stranieri e alle Nazioni Unite di condannare la repressione in atto in Thailandia e di chiedere l'immediata liberazione dei detenuti. Tra i messaggi di solidarietà ricevuti dai dimostranti thailandesi vi furono quelli provenienti dall'estero, come quelli da Hong Kong (vedi anche Milk Tea Alliance) del gruppo politico Tuen Mun Community Network e dei dimostranti nelle manifestazioni di Hong Kong, tra i quali l'attivista Joshua Wong. Gruppi di civili in Corea del Sud chiesero al proprio governo di bloccare subito l'esportazione di cannoni ad acqua in Thailandia. Alcuni relatori speciali al Consiglio per i diritti umani delle Nazioni Unite sui diritti di libere assemblee e associazioni pacifiche, inoltrarono una urgente richiesta al governo thailandese di garantire i diritti a esprimere liberamente il pensiero e a tenere pacifiche assemblee, nonché di revocare il divieto alle dimostrazioni pacifiche.

### Opposizione alle proteste
L'opposizione dei gruppi monarchici e filo-governativi alle proteste, appoggiata dal governo, ebbe inizio in agosto con le accuse di cospirazione globale ispirata da un governo straniero o da qualche Organizzazione non governativa. Il 10 agosto, i conservatori dell'Istituto del movimento thailandese pubblicarono un diagramma di una presunta rete della rivoluzione popolare che associava gli studenti all'ex leader del PFN Thanathorn Juangroongruangkit e all'ex primo ministro Thaksin Shinawatra. La polizia e i gruppi di destra presero di mira Thanatorn e i suoi alleati accusandoli di essere gli ispiratori delle proteste.
Le destre insorsero immediatamente dopo le richieste di riforma della monarchia, sostenendo che fossero un atto di malvagità, che mirava a disgregare il popolo e a danneggiare la monarchia, accusando Pheu Thai e i membri dell'ex PFN di manipolare le proteste. La maggior parte dei politici espressero disaccordo con le richieste di riforma della monarchia, tra i quali Sudarat Keyuraphan, influente politica del Partito Pheu Thai. Tra i più tenaci gruppi civili che si opposero ai dimostranti vi furono gli ultra-monarchici dell'Organizzazione per la raccolta della spazzatura, considerati dei fascisti, che attaccarono i cortei di protesta; alcuni arrivarono al punto di invocare la violenza sessuale contro gli studenti dimostranti. A metà settembre, la Corte costituzionale avviò un procedimento penale con l'accusa di tradimento per i leader della protesta in cui erano state presentate le 10 richieste per la riforma della monarchia. Gruppi e media delle destre si scagliarono contro i dimostranti accusati di aver bloccato la sfilata reale del 14 ottobre.
A tutto l'11 settembre si registrarono 103 casi di molestie agli studenti. Le modalità delle proteste subirono pesanti critiche, ad esempio l'episodio in cui un dimostrante gettò vernice contro agenti di polizia fu considerato violento. Fu anche considerato inaccettabile il linguaggio volgare con cui si espressero i leader della protesta. I media monarchici e filo-governativi spesso riportarono situazioni in cui quelli che si opponevano alle dimostrazioni furono descritti come vittime dei dimostranti, spesso definiti violenti agitatori. I monarchici erano convinti che i dimostranti volessero la dissoluzione della monarchia, ipotesi che questi ultimi negarono.

### Sondaggi
Dal sondaggio d'opinione raccolto su scala nazionale da Suan Dusit tra il 16 e il 21 agosto 2020 su un campione di 197 029 persone, emerse che il 59,1% considerava legittime le richieste dei dimostranti in una democrazia, il 62,8% era d'accordo sulla richiesta di riforma della Costituzione e il 53,9% condivideva l'idea che il primo ministro Prayut Chan-o-cha dovesse dimettersi o sciogliere il Parlamento. Il 59,5% era d'accordo sul fatto che il governo doveva smettere di esercitare intimidazioni. Il 53,7% si dichiarò in favore delle proteste e il 41,2% contro.

### Verdetto della Corte costituzionale
Il 10 novembre 2021, la Corte costituzionale stabilì che i tre studenti responsabili delle 10 richieste per la riforma della monarchia presentate alla Thammasat il 10 agosto 2020 avevano come obiettivo la destabilizzazione dello Stato e il rovesciamento della monarchia e ordinò che i gruppi di protesta ponessero fine a tali richieste, definendole un abuso dei diritti e delle libertà e un danneggiamento per la sicurezza dello Stato. I tre studenti erano presenti in aula e negarono l'intenzione di voler rovesciare la monarchia. La Corte non prese in esame le tesi e le prove a sostegno della difesa ma non inflisse alcuna pena agli accusati, limitandosi a pronunciarsi sulla costituzionalità delle richieste. Un rappresentante thailandese di Human Rights Watch definì la sentenza un "colpo di Stato giudiziale" che avrebbe potuto dare il via a nuove accuse contro i dimostranti tra cui quella di tradimento, reato per il quale in Thailandia è prevista la pena di morte. Sostenne inoltre che questa decisione negò il principio di sovranità popolare e si configurava come un ritorno alla monarchia assoluta, tesi ripresa online dal gruppo di proteste Gioventù libera. Secondo quanto scrisse la BBC, fu l'ennesimo appoggio dato dalla Corte costituzionale alla causa dei conservatori e dei monarchici.

## Analisi

### Richieste e tattiche dei dimostranti

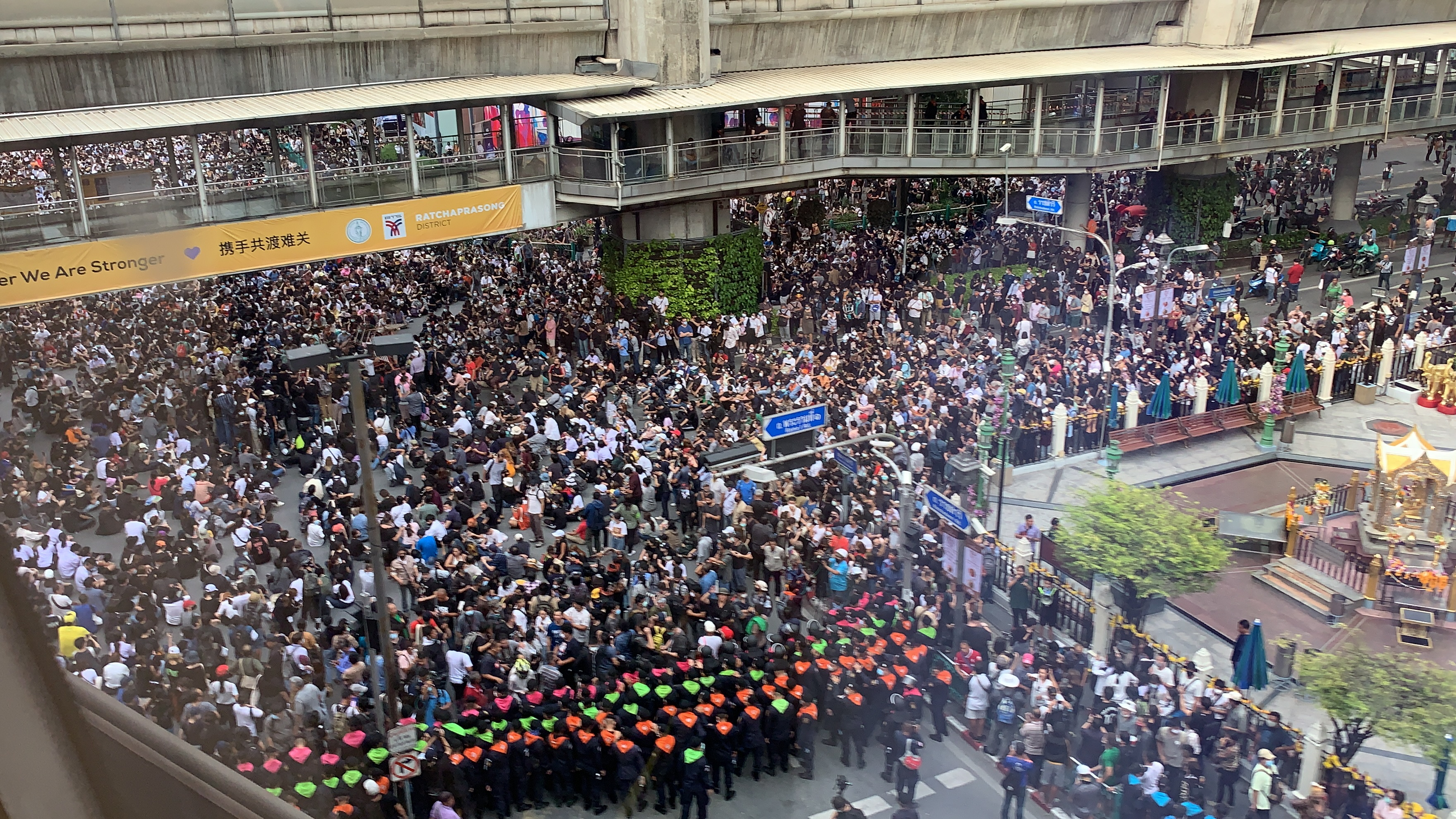
Protesta del 15 ottobre a Ratchaprasong con le richieste di riforme e di liberare i detenuti

Secondo alcuni commentatori politici, domande per la riforma della monarchia erano state fatte in precedenza solo da gruppi emarginati, mentre la protesta del 2020 fu la prima in cui tali domande sono state discusse in pubblico. Questo fatto avrebbe potuto allontanare dai dimostranti alcuni di coloro che avevano dato la loro adesione alla causa anti-governativa, ma se il governo avesse soppresso le proteste con la forza, avrebbe potuto contribuire a rafforzare il movimento. A metà agosto, sul sito internet khaosod.com, espressione online in inglese del quotidiano nazionale Khaosod, fu scritto che alle proteste studentesche mancava una strategia coerente e non avevano un piano articolato aldilà di organizzare le dimostrazioni giorno per giorno. Il giornalista Atith Keating ipotizzò che questo limite fosse dovuto alla mancanza di una struttura centralizzata, al contrario dei movimenti di protesta thailandesi degli anni settanta, e aggiunse che il movimento del 2020 avrebbe dovuto cercare alleati tra i partiti politici (in particolare Pheu Thai) e organizzazioni sociali consolidate. Diede comunque atto agli studenti di aver sfatato la convinzione che in Thailandia non si potessero organizzare proteste attraverso internet.
Secondo Atiya Achakulwisut del Bangkok Post, i dimostranti si dimostrarono più creativi e più esperti del governo da un punto di vista tecnologico, e il fatto di essere stati oggetto di sproporzionate accuse da parte del governo avrebbe potuto spostare dalla loro parte buona parte dell'opinione pubblica rimasta neutrale. Avrebbero inoltre potuto trarre vantaggio dalla instabilità del governo, accusato di incapacità nel gestire la crisi dell'economia, ma aggiunse che il movimento avrebbe dovuto trovare il modo di mantenere la carica che lo aveva caratterizzato e risolvere le dispute al proprio interno, in particolare per le richieste di riforma della monarchia. In altri articoli del Bangkok Post fu scritto che il sentimento repubblicano non era mai stato così forte in Thailandia, che i dimostranti avrebbero dovuto allargare il raggio degli obiettivi da raggiungere, visto che la crisi del Paese si manifestava anche in altri aspetti della società non ancora affrontati dal movimento. Un professore di Scienze Politiche scrisse che la mancanza di leader avrebbe potuto portare il movimento a perdere il controllo della situazione e a non riuscire a elaborare nuove strategie.
Il movimento si caratterizzò per le sue coordinate tecniche di protesta, la tecnologia usata nelle comunicazioni, con i meme, la musica e i social media, in contrasto con le tradizionali tecniche di dispiegamento della forza pubblica, di propaganda di Stato e di cannoni ad acqua adottate dal governo di Prayut. Per esempio, dopo il violento intervento della polizia del 16 ottobre, il movimento pubblicò l'hashtag #WhatsHappeningInThailand che ebbe una diffusione sempre più ampia in diverse piattaforme di social media con i contenuti pubblicati in thailandese, inglese, cinese, indonesiano, giapponese e coreano per richiamare l'attenzione globale su quanto stava accadendo in Thailandia.
In alcune dimostrazioni, la maggior parte dei dimostranti erano donne, tra le quali giovanissime studentesse che protestavano per ottenere cambiamenti nella società, contro la discriminazione sessuale a cui sono sottoposte le donne e contro il patriarcato.
Dopo l'arresto di molti dei leader delle proteste, gli attivisti cambiarono tattica seguendo l'esempio di quanto stava succedendo nelle proteste a Hong Kong del 2019-2020 e iniziarono a dire che tutti i dimostranti erano leader. Come a Hong Kong, iniziarono a partecipare alle dimostrazioni con un ombrello per ripararsi dai candelotti lacrimogeni sparati dalle forze dell'ordine. Secondo quanto riportato dall'agenzia di stampa Associated Press, i dimostranti si concentrarono sempre di più sulle richieste di riforma della monarchia e per questo motivo dovettero affrontare i seri ostacoli posti loro anche dai partiti di opposizione al governo che pur appoggiavano le loro altre richieste.

### Possibilità di un colpo di Stato
Con la crescente pressione risultante dalle proteste, in settembre si cominciò a speculare su un possibile colpo di Stato militare ai danni del governo di Prayut, che iniziava ad essere visto sempre più insostenibile; i timori che si verificasse aumentarono quando il 6 settembre fu visto un carro armato nelle strade di Bangkok. I militari fecero sapere che si trattava di un'esercitazione programmata da tempo, ma spesso in passato avevano detto la stessa cosa poco prima dei golpe militari thailandesi. Le preoccupazioni in tal senso dei dimostranti si basano soprattutto sul fatto che all'interno delle forze armate sia in piena ascesa la fazione più vicina al re. Secondo un editoriale di ottobre 2020 del corrispondente della BBC Jonathan Head, le autorità avrebbero potuto porre fine alla tolleranza che avevano avuto con i dimostranti che ridicolizzavano la monarchia, in particolare dopo il ritorno del re in Thailandia; con i maggiori leader delle proteste già detenuti, i militari avrebbero potuto iniziare a perseguire quelli che erano considerati i finanziatori delle proteste.
Il magnate dei media e politico di destra Sondhi Limthongkul, già capo delle camicie gialle dell'Alleanza Popolare per la Democrazia che erano state determinanti nella caduta del governo di Thaksin Shinawatra con il golpe militare del 2006, sollecitò un nuovo colpo di Stato militare per porre fine alle proteste, nonostante il primo ministro e il comandante dell'esercito avessero escluso questa possibilità.